# Лино, Меган
Ме́ган Ли́но (англ. Meghan Lino; род. 13 августа 1984, Фалмут, Массачусетс) — американская кёрлингистка, участница сборной США по кёрлингу на колясках на зимних Паралимпийских играх 2014 и зимних Паралимпийских играх 2018.

## Команды
| Сезон                                                                      | Четвёртый         | Третий       | Второй          | Первый         | Запасной                                        | Турниры                |
| -------------------------------------------------------------------------- | ----------------- | ------------ | --------------- | -------------- | ----------------------------------------------- | ---------------------- |
| 2012—13                                                                    | Патрик Макдональд | Дэвид Палмер | Джеймс Джозеф   | Пенни Грили    | Меган Лино тренер: Стив Браун                   | ЧМК 2013 (4 место)     |
| 2013—14                                                                    | Патрик Макдональд | Дэвид Палмер | Джеймс Джозеф   | Пенни Грили    | Меган Лино тренер: Стив Браун                   | ЗПИ 2014 (5 место)     |
| 2014—15                                                                    | Патрик Макдональд | Стивен Эмт   | Джеймс Джозеф   | Пенни Грили    | Меган Лино тренер: Стив Браун                   | ЧМК 2015 (5 место)     |
| 2017—18                                                                    | Kirk Black        | Стивен Эмт   | Justin Marshall | Пенни Грили    | Меган Лино тренеры: Расти Шибер, Tony Colacchio | ЗПИ 2018 (12 место)    |
| 2018—19                                                                    | Меган Лино        | Ken White    | Shawn Sadowski  | Оюна Уранчимэг | тренер: Расселл Шибер                           |                        |
| 2018—19                                                                    | Стивен Эмт        | Мэтт Тумс    | Дэвид Самса     | Меган Лино     | Пэм Уилсон тренеры: Расти Шибер Энн Суиссхелм   | ЧМК 2019 (11 место)    |
| 2019—20                                                                    | Стивен Эмт        | Мэтт Тумс    | Дэвид Самса     | Меган Лино     | Пэм Уилсон тренер: Расти Шибер                  | ЧМК-Б 2019 (11 место)  |
| Кёрлинг на колясках среди смешанных пар (wheelchair mixed doubles curling) |                   |              |                 |                |                                                 |                        |
| 2024—25                                                                    | Меган Лино        | Steve Davis  |                 |                |                                                 | ЧСШАКСП 2025 (6 место) |

(скипы выделены полужирным шрифтом)